# Aeroportul Rangiroa
Aeroportul Rangiroa (IATA: RGI, ICAO: NTTG) este un aeroport din Polinezia Franceză, Franța ce deservește zona Rangiroa⁠(d). Aeroportul a fost tranzitat în 2022 de 112.407 pasageri. A fost deschis în 12 august 1965 și numit după zona deservită.
Situat la o altitudine de 2 m, aeroportul dispune de o singură pistă.